# Rudi Schumann
Pour les articles homonymes, voir Schumann.
Rudi Schumann, né le 15 février 1947 à Großdeuben, est un joueur est-allemand de volley-ball.

## Carrière
Avec l'équipe d'Allemagne de l'Est de volley-ball, il termine quatrième du Championnat d'Europe de volley-ball masculin 1967, quatrième des Jeux olympiques de 1968. Il remporte la Coupe du monde de volley-ball masculin 1969 ainsi que le Championnat du monde de volley-ball masculin 1970, termine quatrième du Championnat d'Europe de volley-ball féminin 1971 et est finaliste des Jeux olympiques de 1972.